# Högsjö
Högsjö est une localité de Suède dans la commune de Vingåker située dans le comté de Södermanland.
Sa population était de 674 habitants en 2019.